# Hocalar (Alanya)
Hocalar is een plaats in de Turkse provincie Antalya, district Alanya. Hocalar telt 711 inwoners (2000).